# Muncie (Illinois)
Muncie es una villa ubicada en el condado de Vermilion en el estado estadounidense de Illinois. En el Censo de 2010 tenía una población de 146 habitantes y una densidad poblacional de 314,92 personas por km².

## Geografía
Muncie se encuentra ubicada en las coordenadas 40°6′58″N 87°50′35″O / 40.11611, -87.84306. Según la Oficina del Censo de los Estados Unidos, Muncie tiene una superficie total de 0.46 km², de la cual 0.46 km² corresponden a tierra firme y (0%) 0 km² es agua.

## Demografía
Según el censo de 2010, había 146 personas residiendo en Muncie. La densidad de población era de 314,92 hab./km². De los 146 habitantes, Muncie estaba compuesto por el 97.95% blancos, el 0% eran afroamericanos, el 0% eran amerindios, el 0% eran asiáticos, el 0% eran isleños del Pacífico, el 0% eran de otras razas y el 2.05% pertenecían a dos o más razas. Del total de la población el 1.37% eran hispanos o latinos de cualquier raza.